# Авијатика српске војске на Солунском фронту
Авијатика српске војске на Солунском фронту или Српскa авијатика" била је ваздухопловна јединица са штабом и пет ескадрила, која је формирана 30. маја 1916. године у Микри код Солуна. По једна ескадрила била је намењена за подршку сваке од три српске армије, а две су биле потчињене Врховној команди Српске војске. Она је у свом саставу имале 30 авиона, 14 пилота и мали број извиђача и механичара. Уместо застарелих авиона убрзо је јединица била опремљена бољим извиђачким авиони и бомбардерима. Након ослобођења Србије и оснивања Југославије јединице српског ваздухопловства биле су основа за изградњу ваздухопловства Краљевине Југославије.
Пред пробој Солунског фронта, поред Штаба Аеропланске ескадре, српска војска је имала две авијацијске ескадриле са 40 авиона и око 400 људи обучених и припремљених за изршавање борбених задатака.

## Предуслови
Врховна команда српске војске је током Првог светског рата непрестано упућивала официре и подофицире на обуку у Француску, док је један део људства обучаван у Солуну за пилоте, извиђаче и механичаре. Тиме је оствариван програм стварања српских ваздухопловних јединица, као језгра будућег сопственог ваздухопловства. 
Стални недостатак квалификованог српског особља довео је до избора нових кандидата за пилотску и извиђачку обуку. У пилотске школе у Француској 14. јуна послати су наредници Агатон Зарић, Миливоје Вукотић, Светозар Ђорђевић, Радисав Лазаревић и Јосиф Антуновић, наредници-ђаци Душан Стојановић, Драгош Адамовић, Светозар Животић, Драгољуб Митровић-Јанковић, Мирослав Крејчик, Душан Милојковић, Орестије Крстић, Сава Симић, Јован Шрепловић и Сергије Мариновић и поднаредници-ђаци Сава Микић, Миодраг Матић, Мића Пржуљевић, Атилије Распор и Ђорђе Мирковић. Овој групи је прикључен и редов албанске војске Али Хусеин. На пароброду Помпеа са њима су отпутовали и кандидати за извиђаче: капетани II класе Михаило Димитријевић и Милош Стаменковић, поручници Јеврем Симић, Михаило Живковић, Јован Д. Петровић и Душан Степановић, потпоручници Драгутин Савић, Станимир Живковић(пилот), Јован Црвенчанин, Александар Живковић, Никола Милетић, Јован Р. Петровић, Радомир Жуњић, Милан Пајић, Јаков Љотић, Лудвик Хлавати, Војислав Спужић, Милош Живановић, Димитрије Узунчевић и Тадија Сондермајер. 

## Историја
Сви способни пилоти, извиђачи и механичари новоосноване ескадре на Крфу почетком маја 1916. године пребачени су у Микру код Солуна, у којој је 30. маја 1916. године формиран нови центар српског ваздухопловства. Припадници српске авијатике у Микри укључени су у пет српско-француских ескадрила, додељених српској војсци као подршка. Тих пет ескадрила, познатих и као „Српска авијатика”, биле су под командом француског пилота, мајора Рожеа Витре, на аеродромима у Вертекопу, Самл и Горгопу где су извршавале бројне ратне задатке. 
Ради што веће самосталности и ефикасније организација Српске авијатике на Солунском фронту основане су следеће јединице: 
Штаб Аеропланске ескадре
Штаб Аеропланске ескадре, под командом мајора Косте Милетића, који је имао улогу да води рачуна о српском ваздухопловцима у српско-француским ескадрилама, да брине о избору и школовању кадра, и решава управна питања и проблеме на релацији српска Врховне команда - Штаб Српске авијатике.
Штаб српске Аеропланске ескадре прешао је 18. јуна 1916. године из Солуна у Седес, где је српско особље укључено у српско-француске ескадриле, које су у то време базирале ближе линији фронта.
Аероплански депо
Посебна јединица српског ваздухопловства на Солунском фронту био је Аероплански депо - својеврстан школски центар где се вршила преобука, допунски тренажни и пробни летови. У саставу Депоа био је Аероплански парк где су испитивани авиони, вршена монтажа, ремонт и оправке. У радионицама Аеропланског парка радило је 120-170 српских авиомеханичара, занатлија, специјалиста и приучених војника.

### Обука кадрова и оснивање првих јединица
Укључивање српског особља у ескадриле Српске авијатике и оспособљавање за ратна дејства одвијало се постепено. Прво су оспособљене ескадриле при Врховној команди, намењене за задатке стратегијског извиђања и ловачку заштиту фронта који је држала Српски војска.
Будући да је недостатак обучених извиђача у ескадрилама већ постао озбиљан, а да се повратак ове класе није очекивао пре краја године, на захтев Врховне команде од 30. јуна 1916. Министарски савет одобрио је да се изабере десет млађих официра са одговарајућим квалификацијама који би извиђачку обуку завршили у ескадрилама Српске авијатике. Одабрани кандидати, артиљеријски капетан I класе Матија Рајнић, пешадијски потпоручници Властимир Адамовић, Душан Павловић, Милорад Матејић, Јаков Ђорђевић, Петар Вукчевић и Јован Пламенац, резервни пешадијски потпоручници Миодраг Јеличић и Милош Дачин, и резервни артиљеријски потпоручник Душан Радовић (пилот) упућени су почетком октобра у извиђачку школу у Тренажном центру Седес, где је обука могла да се спроведе далеко ефикасније него у оперативним јединицама.
У другој половини 1916. број летача се повећавао из дана у дан, тако да је августа месеца, када је по завршетку школовања пристигло 20 официра-извиђача, у ескадрилама било у просеку по 20 српских официра, подофицира и војника (трећина састава).
Прва самостална српска јединица - „Њепорско одељење” формирано је 16. децембра 1916. године. Марта 1917. године дошло је до формацијских промена у Српској војсци, па и у авијацији. Број ескадрила је остао исти али су оне распоређене према тежиштима дејства. У састав Прве армије ушле су 524. и 525. Аеропланска ескадрила, а у састав Друге армије 521, 522. и 523. Аеропланска ескадрила.

## Реорганизација француско-српских у српске ескадриле
Како је у току 1916. и 1917. у Француској и Грчкој обучен 41 пилот, 46 извиђача и 9 механичара, који су знатно појачали особље у француско-српским ескадрилама, почетком 1918. године, створени су услови за реорганизацију мешовитих српско-француских ескадрила у српске јединице, која је извршена тако да је 17. јануара српско-француска ескадрила „АР 521”, која је тада била лоцирана у Вертекопу, добила назив Прва српска ескадрила, а од ескадриле „АР 525” маја и јуна месеца 1918. основана је и Друга српска ескадрила, на аеродрому Вербена. У припремама за пробој Солунског фронта, августа 1918. године, Прва и Друга српска ескадрила груписане су у једну формацију са око 60 авиона за извиђање и ваздушну борбу.
Српско ваздухопловство је 1. маја 1918. имало 62 официра, 53 подофицира и 337 каплара и редова. За време пробоја Солунског фронта, Српска авијатика располагала је са 71 авионом различитих типова, од којих су половина били бомбардери Бреге 14 и ловци Спад.

## Руски пилоти у саставу  Српске авијатике на Солунском фронту
Међу бројним руским добровољцима на Солунском фронту било је и пилота и ваздухопловних извиђача. Први међу њима, поручници Павле Јанковски и Константин Русијан су преведени из II пешачке дивизије руске војске на Солунском фронту у Српску авијатику 5. августа 1917. и распоређени у ескадрилу Ф.524. Убрзо су прешли у ескадрилу Н.523 где се Јанковски истакао у даљним извиђањима, а на борбеном лету 11. октобра 1917. био је и рањен. Обојица су остали на служби у овој јединици до краја рата.
Нова група руских авијатичара стигла је из Француске (где је завршила летачку обуку), на Солунски фронт почетком 1918. У њој су били пилоти поручници Сергеј Урвачев, Ерик Бергбом (по националности Финац) и Димитриј Оношко, потпоручник Исидор Какиашвили (по националности Грузин), и извиђач поручник Александар Уљски. Недуго за њима на Солунски фронт дошли су и пилоти поручник Јосиф Богдановић и потпоручници Владимир Стеценко и Михаило Деркачев, као и извиђачи капетани Гљаб Сахаров и Николај Мљадов, поручник Михаило Кудинов и потпоручник Шчербаков. Сви они одмах су се укључили у рад ескадрила Српске авијатике, а са српским и француским колегама успоставили су изузетно срдачне односе.

## Дејства Српске авијатике на Солунском фронту
Поред редовних дејстава у подручју фронта, Врховна команда српске војске користила је авионе и за дејства по дубини окупиране територије. Тако су авиони из ескадрила Српске авијатике у току припремних операција за пробој Солунског фронта, бомбардовали Софију 30. септембра 1916. а 25. октобра 1916. године, бројне непријатељске објекте у дубини бугарске територије.
Лето 1918. на Солунском фронту је протекло у знаку последњих припрема за коначну савезничку офанзиву. Јединице Српске авијатике интензивирале су своје задатке, од тренаже преко извиђања током којих су детаљно снимане фортификације и распоред непријатељских трупа, до ловачких патрола у циљу гоњења непријатељских авиона.
У борбама за Битољ и Кајмакчалан, поред највећег доприноса који је дала Српска војска, Српска авијатика извршила је преко 300 борбених летова.  
Током пробоја фронта француски, српски и руски ваздухопловци извршили су велики број задатака, 90 у првом дану офанзиве, али је након 24. септембра дошло је до наглог пада активности Српске авијатике. Као што је на неким деловима фронта српска пешадија напредовала брже од појединих савезничких коњичких јединица, тако је и авијатика избачена из борбе будући да њени аероплани нису имали довољан долет да са постојећих аеродрома у северној Грчкој испрате свакодневно померање линије фронта.

## Значај Авијатике српске војске за пробој Солунског фронта
Авијатика српске војске на Солунском фронту заједно са Савезничким ваздухопловством одиграло велику и веома значајну улогу у припремама за пробој и у пробоју Солунског фронта извршавањем многобројни и разноврсних задатака у посредној и непосредној ваздухопловној подршци, међу којим су били најзначајнији:
- Извиђање и коректура артиљеријске ватре,
- Бомбардовање и митраљирање непријатељевих снага и објеката,
- Одржавање везе,
- Специјална превожења ваздушним путем.

У тим дејствима до максимума су испољена стечена борбена искуства, знање и обученост српских и савезничких пилота, извиђача, механичара и њихових команданата и командира.

## Епилог
Кроз Српску авијатику  до краја рата прошло је око 130 авиона (27 различитих типова авиона) и готово 3.000 ваздухопловаца, укључујући пилоте, механичаре и помоћно ваздухопловно особље.